# Jerzy Piotr Wielhorski
Jerzy Piotr Wielhorski herbu Kierdeja (zm. przed 30 grudnia 1683 roku) – kasztelan wołyński w latach 1682–1683, kasztelan kijowski w 1682 roku, kasztelan bracławski w latach 1679–1682, podkomorzy włodzimierski w latach 1668–1679, stolnik wołyński w latach 1662–1668, rotmistrz królewski.
Poseł sejmiku łuckiego na sejm 1659 roku, sejm 1667 roku, sejm nadzwyczajny abdykacyjny 1668 roku.
Poseł na sejm konwokacyjny 1668 roku z województwa wołyńskiego. Był członkiem konfederacji generalnej zawiązanej 5 listopada 1668 roku na tym sejmie. Poseł na sejm nadzwyczajny 1670 roku z województwa wołyńskiego. Był członkiem konfederacji gołąbskiej 1672 roku. Był elektorem Michała Korybuta Wiśniowieckiego z województwa wołyńskiego w 1669 roku. Poseł na sejm koronacyjny 1676 roku. Poseł na sejm 1677 roku. Poseł na sejm grodzieński 1678–1679 roku.
Brał udział w negocjowaniu rozejmu z Imperium Osmańskim w 1676 roku.